# Daumeray
Daumeray era una comuna francesa situada en el departamento de Maine y Loira, de la región de Países del Loira, que el uno de enero de 2017 pasó a ser una comuna delegada de la comuna nueva de Morannes-sur-Sarthe-Daumeray al unirse con las comunas de Chemiré-sur-Sarthe y Morannes.

## Demografía
| Gráfica de evolución demográfica de Daumeray entre 1800 y 2014 |
|                                                                |

Los datos demográficos contemplados en este gráfico de la comuna de Daumeray se han cogido de 1800 a 1999 de la página francesa EHESS/Cassini, y los demás datos de la página del INSEE.